# شو آئوکی
شو آئوکی (ژاپنی: 青木 捷؛ زادهٔ ۲۴ ژوئن ۱۹۹۳) یک بازیکن فوتبال اهل ژاپن است.
از باشگاه‌هایی که در آن بازی کرده‌است می‌توان به باشگاه فوتبال فوجی‌ئدا اشاره کرد.